# Evangelische Kirche (Wölfershausen)

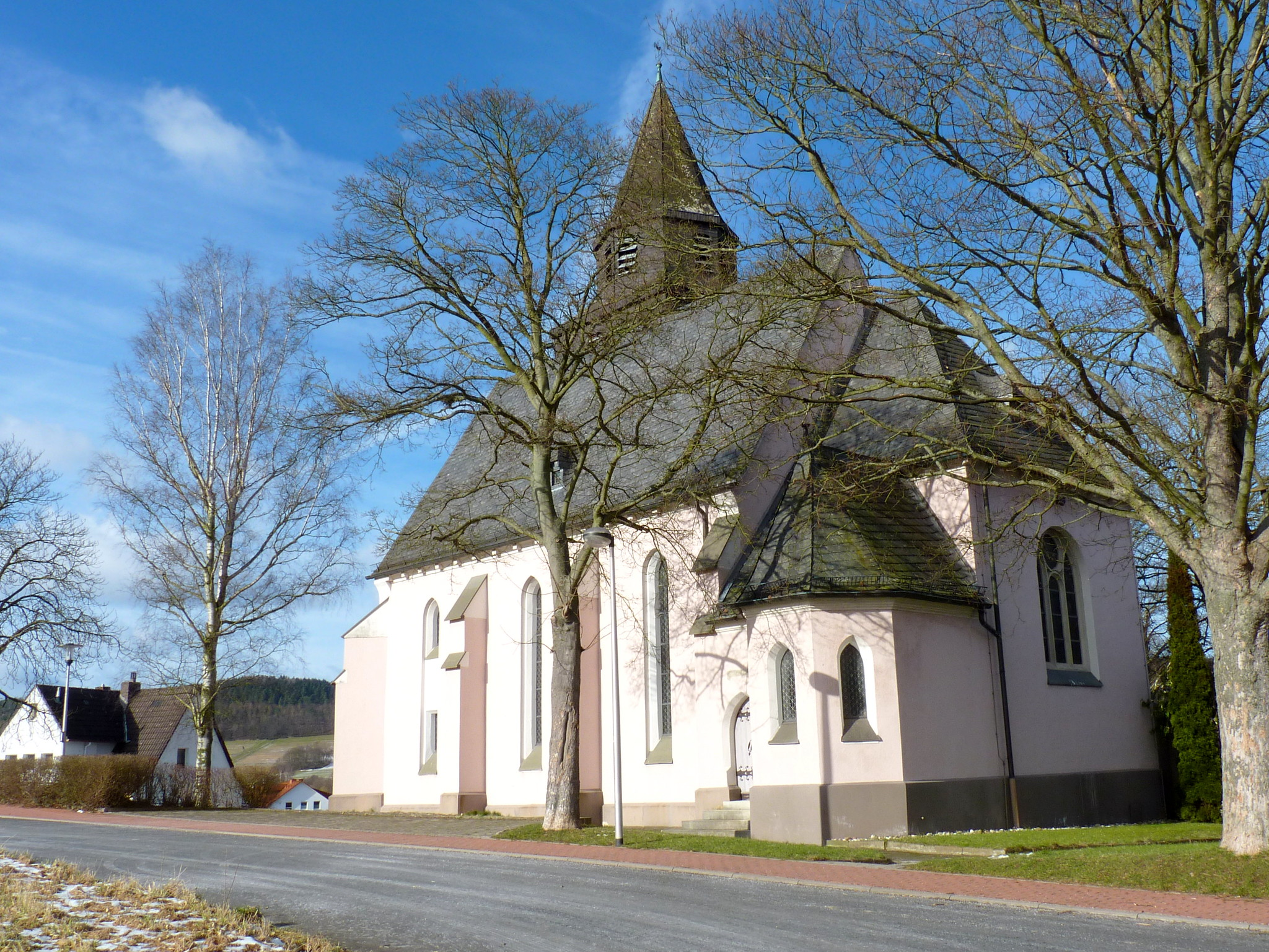
Evangelische Kirche in Wölfershausen

Die Evangelische Kirche Wölfershausen ist ein denkmalgeschütztes Kirchengebäude in Wölfershausen, einem Ortsteil der Gemeinde Heringen (Werra) im Landkreis Hersfeld-Rotenburg (Hessen). Die Kirche gehört zur Christuskirchengemeinde Heringen im Kirchenkreis Hersfeld-Rotenburg im Sprengel Hanau-Hersfeld der Evangelischen Kirche von Kurhessen-Waldeck.

## Beschreibung
Die Saalkirche wurde 1925–27 nach einem Entwurf von August Dauber und Karl Rumpf gebaut. Die Architekten griffen bei ihrem Entwurf auf gotische und barocke Formen zurück. Das Kirchenschiff wird von Strebepfeilern gestützt. Dazwischen befinden sich spitzbogige Fenster, die 2008 erneuert wurden. Der Kirchturm steht an der Nordwestecke des Kirchenschiffs. Hinter den Klangarkaden des obersten, achteckigen  Geschosses befindet sich der Glockenstuhl. Bedeckt ist der Turm mit einem achtseitigen Zeltdach. An den eingezogenen Chor im Osten schließt sich die Sakristei nach Süden an. Das Fenster im Chor stellt eine Szene der Kreuzigung dar. 
Der Innenraum ist mit einem stichbogigen Tonnengewölbe überspannt. Die Empore im Norden hat einen eigenen Zugang von außen. Die Kanzel aus dem 18. Jahrhundert wurde aus der Vorgängerkirche übernommen. Die Orgel wurde 1904 von Heinrich Müller gebaut und 1935 aus Homberg hierher übertragen. 